# Bezejmenní (román)
Bezejmenní je román z roku 2019 podle skutečných událostí, jeho autorem je Milan Krčmář.

## Popis
Kniha pojednává o tragédii v bývalém Kohnově mlýně v Třebíči (nyní v budově bývalého mlýna v ulici Na Potoce sídlí třebíčská pobočka Moravského zemského archivu Brno). Případ řešili četníci v roce 1925, kdy se přišlo na vraždy, které šest let (a možná ještě dříve) předtím spáchala vražedná banda sestávající z manželů Dvořáčkových a otce a synů Fejtových. Ti prokazatelně zavraždili bratry Polické, které poté ve mlýně, jenž byl v té době již přeměněn na sociální bydlení, zakopali. Tomuto případu, který se udál v roce 1919 a který Dvořáčkovi a Fejtovi spáchali pro peníze, však možná předcházely ještě tragičtější události – možné vraždy až osmi haličských židů, kteří do Třebíče prchli za první světové války před ruskou ofenzivou. Tito lidé měli být rozčtvrceni a jejich maso mělo být naloženo a snad i konzumováno. Tento zločin nikdy nebyl prokázán – kosti totiž vrazi údajně naházeli do řeky a vyšetřování navíc provázely velmi podivné okolnosti.
Román je zajímavý v tom, že je doplněn řadou dobových novinových článků. Čtenář si tak může průběžně ověřovat, že se popisované události skutečně staly. Autor pro Český rozhlas Vysočina uvedl, že někteří čtenáři Bezejmenných či předchozího románu Žena z roku 1899, který je postaven na podobném principu, navštěvují místa uvedená v příbězích a hledají zde popisované artefakty. Na příběhu je velmi zajímavá detailnost, která umožňuje seznámit se zejména s Ostravou, Brnem a Třebíčí z počátku 20. století, fakt, že značná část postav vystupujících v knize skutečně existovala, a také čtivý popis židovských zvyklostí.

## Obsah románu
Román sestává ze dvou deníků, které si vedou bezejmenní autoři. V prvním popisuje mladá židovka útrapy, které provázely cestu její rodiny z haličského města Stryj přes tehdy uherský Užhorod, Lvov, Ostravu a Brno do Třebíče. V Užhorodu (tehdy Ungváru), kam rodina uprchla ihned po vypuknutí války a kde žije u strýce, hrdiny stihne tragédie v podobě úmrtí maminky a těžkého úrazu hlavní hrdinky. Poté, co spojenecké jednotky Rakouska-Uherska a Německého císařství Rusy vyženou z Haliče, se rodina přesouvá do Lvova, kde hrdinka již před válkou chodila do školy. Zde se hrdinčin tatínek připlete k obchodu s dolary (popsaný případ haličské úřady skutečně řešily) – ač se mu podaří vyváznout, v červnu 1916 musí celá rodina prchnout před Brusilovovou ofenzivou. Otec se rozhodne jednat na vlastní pěst, a proto rodina nenastoupí do uprchlických vlaků, nýbrž sama zamíří na západ do Ostravy, kterou však rodina kvůli problémům hrdinčina bratra musí poměrně brzy velmi rychle opustit a odjet do Brna.
V Brně dojde k přeměně ortodoxní židovské rodiny na liberální, hrdinové se přizpůsobí zdejším zvyklostem. Hrdinka zde nastoupí do zaměstnání ve firmě Bass & Wertheimer a seznámí se s mladým hudebním skladatelem Pavlem Haasem, s nímž prožívá první lásku. Tou dobou je po celém Rakousku-Uhersku velký nedostatek cukru, což chce využít tatínek hrdinky. Spolu se svými společníky podvodně získá desítky tun cukru, které pošlou ve vlacích do Ostravy, kde je krize největší. Zločin je však odhalen a tatínek v procesu, v němž ho obhajuje brněnský právník Immanuel Stern, odsouzen k několika měsícům ve vězení a následně k zákazu pobytu v Brně. Pan Wertheimer hrdinům nabídne, aby se přestěhovali do Třebíče k jeho bratrovi, který bydlí v tamní židovské čtvrti. Hrdinové jeho nabídku přijmou, a v roce 1917 se tak ocitají v Třebíči. Zde hrdinka potkává služku Růženu Svobodovou, s níž se skamarádí. Počátkem roku 1918 se v jednom z uprchlických baráků v Třebíči ocitají bratranci Jahnové, s nimiž tatínek obchodoval v Užhorodu. Rodina s nimi hodlá uzavřít další obchod, který se má uskutečnit v okolí Humpolce. Růžena Svobodová se s hrdinkou domlouvá, že si budou psát a že se hrdinka brzy vrátí do Třebíče – naposledy ale Růžena Svobodová rodinu uvidí na Podklášterském mostu, jak míří ke Kohnovu mlýnu, kde mají hrdinové sraz s bratranci Jahnovými.
Druhý deník píše mladý četnický vrchní strážmistr, bývalý legionář. Na četnickou stanici v únoru 1925 přichází muž, který se představí jako Polický. Vysvětluje, že má podezření, že jeho otec a strýc, kteří měli údajně bez rozloučení prchnout do Ameriky, byli krátce po válce zavražděni jistým Dvořáčkem. Toho prý potkal v hospodě, kde se mu Dvořáček podřekl. Je zahájeno obrovské pátrání, které díky novinovým článkům sleduje celá republika. Záhy se přichází na to, že mladý Polický měl pravdu, četník však neustále naráží na jakési neodůvodnitelné překážky ve vyšetřování, které mu nedovolují pátrat oficiálně po údajně zavražděných židech. Postupně ale přichází na stopu Růženě Svobodové. Ta však po silných citových otřesech, kvůli nimž není schopna svědčit, v rozhodující chvíli tragicky umírá. Ani poté se četník nevzdává a informuje zemského velitele o rodině, která v Třebíči měla za války pobývat. Za svou iniciativu je poté náležitě odměněn.
Románem se v pozadí odvíjí i příběh legionáře Jakuba Hájka, který je nevědomým pojítkem mezi oběma deníky.